# Riverside South (Manhattan)

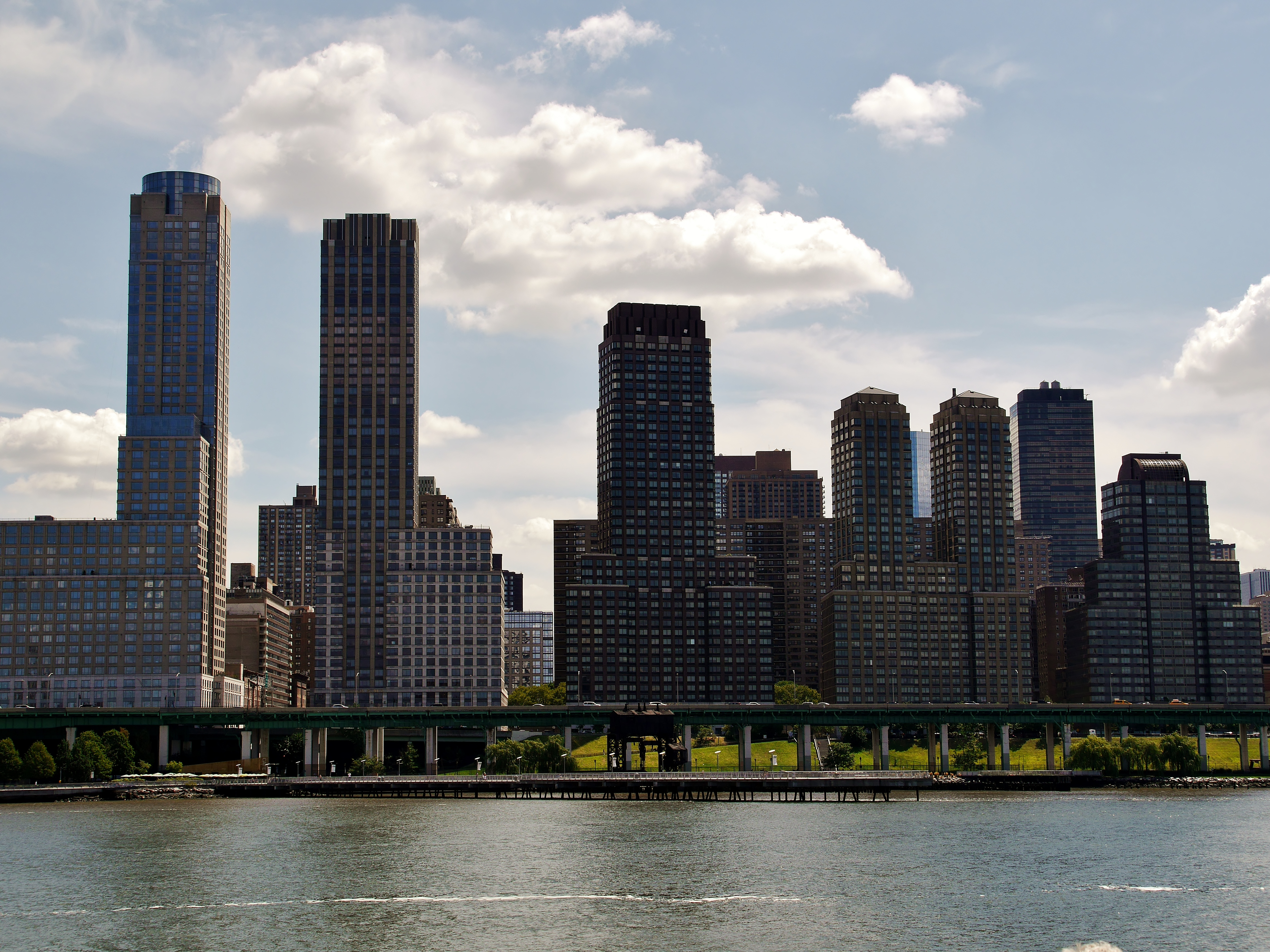
Vista di Riverside South con il fiume Hudson.

Riverside South è un distretto pianificato intorno a un quartiere residenziale a Washington Heights, Upper Manhattan (New York). Il progetto è nato dalla collaborazione tra sei società civili e l'imprenditore immobiliare Donald Trump.

## Storia
Il progetto è costato circa 3 miliardi di dollari e sostituisce un precedente progetto dell'urbanista Robert Moses e poi Trump degli anni '70, noto come Trump City, che è stato ampiamente criticato. L'area si trova nell'Upper West Side ed è composta da appartamenti e residence, ma comprende anche alcuni parchi. Riverside South copre un'area di 23 acri e si estende dalla cinquantanovesima strada a sud alla settantaduesima strada a nord.
Il quartiere fa parte da tempo del progetto di sostituzione della West Side Highway, un boulevard che ha sostituito l'ex Miller Highway - l'ultima sezione rimasta del viadotto verde sulla sinistra - che è stata demolita a causa della scarsa manutenzione. Il progetto "Westway" è stato finalmente spazzato via dalla città nel 1985 dopo che la corruzione è venuta alla luce un anno prima.
Riverside South, noto anche come Trump Place, si trova sul sito dell'ex deposito della New York Central Railroad lungo l'Hudson, nell'estremo nord-ovest del distretto di Manhattan. È un'espansione meridionale di Riverside Park. Trump ha venduto Riverside South ad investitori di Hong Kong e della Cina continentale, che hanno iniziato la costruzione nel 1997. Nel 2005, i suoi partner hanno venduto la restante parte non finita a The Carlyle Group e Extell Development Company. Riverside South è stato ufficialmente inaugurato alla fine del 2008.
Da allora, il quartiere è stato in pieno sviluppo con la costruzione di scuole, parchi e grattacieli, come il 200 Riverside Boulevard At Trump Place completato nel 1999.